# 1845年哲學
1845年哲學事件  

## 著作
- 亚历山大·冯·洪堡 -  《宇宙：宇宙物理的描述草早稿》（Cosmos: A Sketch of the Physical Description of the Universe）
- 威廉·惠威爾 - 《道德理由，包括政治》（The Elements Of Morality, Including Polity）
- 多明戈·福斯蒂诺·萨米恩托 - 《文明與野蠻（英语：Facundo）》

- 索倫·奧貝·克爾凱郭爾 -  《生命方式的階段（英语：Stages on Life's Way）》

## 出生
- 3月3日 - 格奥尔格·康托尔 ，死於1918年。
- 5月4日 – 威廉·金頓·克利福德, 英國哲學家和數學家，死於1879年。
- 8月10日 - 阿拜·庫南巴耶夫, 哈萨克斯坦 诗人, 作曲家 和哲学 ，死於1904年。
- 10月7日 - 埃里克·奧洛夫·緬（瑞典语：Erik Olof Burman）, 瑞典哲學家、作家、哲學家和教授，死於1929年。

## 死亡
- 5月12日 - 奥古斯特·威廉·施莱格尔 德國詩人、翻譯家及批評家，德國浪漫主義最傑出的領導者之一，生於1767年。
- 2月22日 - 悉尼·史密斯（英语：Sydney Smith） 英國哲學家，作家和聖公會牧師，生於1771年。
- 2月13日 – 亨利希·斯蒂芬斯（英语：Henrik Steffens）, 挪威德國浪漫主義作家,、自然主義者和、科學家和詩人 ，生於1773年。
- 2月14日 – 約瑟夫·拉卡納爾（英语：Joseph Lakanal）, 法國政治家、 修辭學家和哲學家，生於1762年。